# Berra
Berra (emilián nyelven La Béra) település Olaszországban, Emilia-Romagna régióban, Ferrara megyében. Lakosainak száma 4709 fő (2018. január 1.). Berra Ariano nel Polesine, Codigoro, Copparo, Crespino, Jolanda di Savoia, Mesola, Papozze, Ro és Villanova Marchesana községekkel határos.

## Népesség
A település népességének változása:

| 2017 | 4 785 |
| 2018 | 4 709 |